# Spannagelhaus
Das Spannagelhaus ist heute ein Restaurant der Zillertaler Gletscherbahn. Es war viele Jahre lang eine ganzjährig bewirtschaftete Schutzhütte im Eigentum der Zentrale Wien des Österreichischen Touristenklubs (ÖTK). 2013 wurde das Spannagelhaus an die Zillertaler Gletscherbahn verkauft, die die Hütte abreißen und durch einen Neubau ersetzen ließ, der nur noch als Restaurant fungiert. Das Haus liegt auf 2531 m Höhe im Tuxer Kamm der Zillertaler Alpen, südlich von Hintertux.

## Geschichte
Die Hütte wurde am 22. August 1885 eröffnet und zuerst nach Franz Xaver Wery benannt, der diese Hütte aus eigenen Mitteln finanziert hatte. Am 16. August 1908 wurde der Neubau der Hütte eingeweiht, währenddessen erfolgte die endgültige Umbenennung in Spannagelhaus. Die Hütte wurde nach dem Handelsakademie-Professor Rudolf Spannagel benannt, welcher von 1902 bis 1904 der erste Präsident des ÖTK war und beim Klettern auf der Raxalpe tödlich verunglückte. Ein weiterer Zubau wurde 1978 abgeschlossen. Seit einigen Jahren kann man das Haus auch mit der Hintertuxer Gletscherbahn erreichen. Der letzte Anbau mit einem weiteren Gastraum direkt neben dem Außeneingang wurde 2006 fertiggestellt. Trotzdem hatte das Spannagelhaus weiterhin keinen Anschluss an das zentrale Abwassersystem und auch keine zuverlässige Stromversorgung über den Tuxer Ferner.
2013 wurde das Spannagelhaus vom ÖTK an die Zillertaler Gletscherbahnen verkauft, da sich unter anderem kein neuer Pächter gefunden hatte. Das alte Spannagelhaus wurde nun abgerissen und durch einen Neubau ersetzt, der am 21. November 2013 eröffnet wurde. Im Sommer ist es jedoch gänzlich geschlossen.

## Tourismus
Direkt neben dem Spannagelhaus befindet sich der Eingang zur Spannagelhöhle. Das durch eiszeitliches Schmelzwasser entstandene Höhlensystem ist das größte seiner Art in den gesamten Österreichischen Zentralalpen.
Das Spannagelhaus ist Ausgangspunkt für Führungen in die Höhle.

## Anreise
- Bahnstation: Mayrhofen, Zillertalbahn
- Busstation: Hintertux-Zillertaler Gletscherbahn
- Kfz-Zufahrt: Hintertux, Zillertaler Gletscherbahn

## Zustieg
- Von der Seilbahnstation: 15 Minuten
- von Hintertux: 3½-4 Stunden

## Touren vom Spannagelhaus
Das Haus ist Ausgangspunkt für die Besteigung des 3231 m hohen Hohen Rifflers, sowie der 3288 m hohen Gefrorene-Wand-Spitzen.

## Übergänge
- Tuxerjochhaus in 1½–2 Stunden,
- Friesenberghaus in 3½ Stunden,
- Olpererhütte über die Friesenbergscharte 4½ Stunden,
- Geraer Hütte über die Höllscharte 4 Stunden

## Galerie

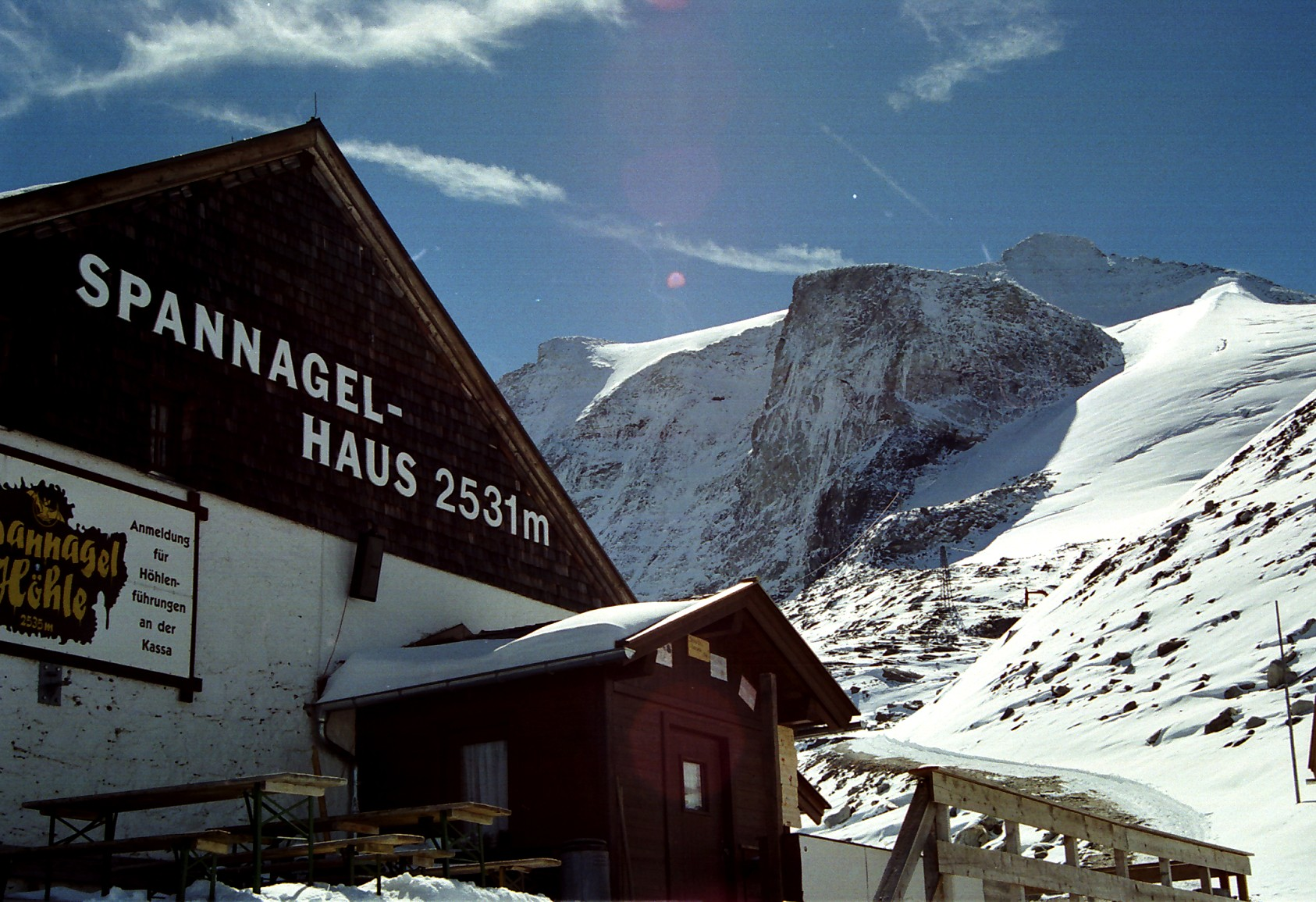
Das Spannagelhaus im September 1998
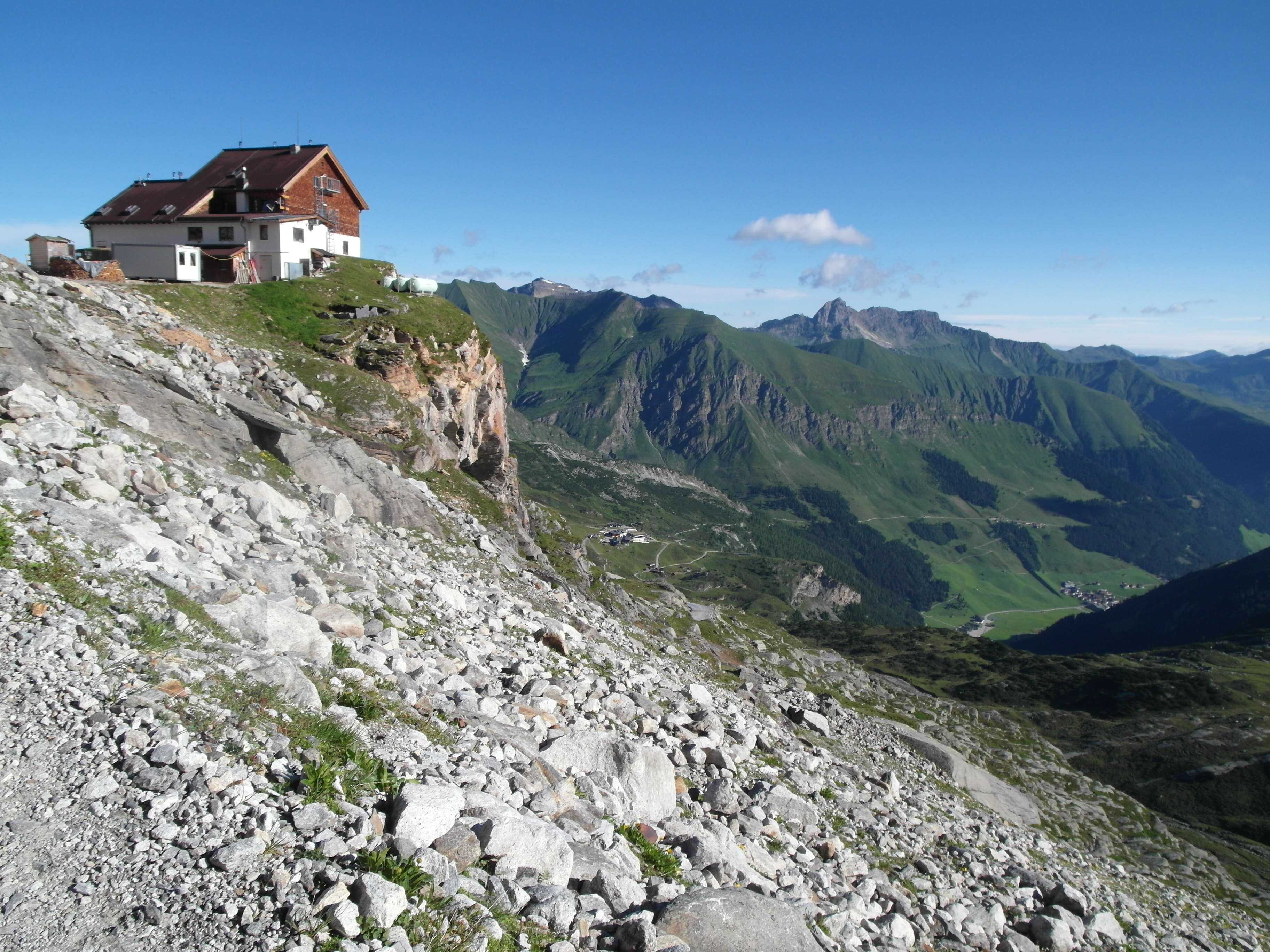
Das Spannagelhaus über dem Tuxer Tal im Juli 2012

## Belege
1. ↑  Bautagebuch Spannagelhaus